# ジョバンニ・グァレスキ
ジョバンニ・オリビエーロ・ジュゼッペ・グァレスキ(Giovannino Oliviero Giuseppe Guareschi イタリア語: [dʒovanˈniːno ɡwaˈreski]; 1908年5月1日 - 1968年7月22日)は、イタリアのジャーナリスト、キャラクターである司祭ドン・カミロを創作したことでよく知られる風刺漫画家、ユーモア作家。

## 生い立ち
1908年にエミリア＝ロマーニャ州パルマ県のフォンタネッレ・ディ・ロッカビアンカで生まれた。中産階級の家庭出身である。グァレスキは大男であったとされ、洗礼名ジョバンニは「小ジョン」ないしは「ジョニー」という意味である。1920年に公立の寄宿学校マリア・ルイジアに入学した。在学中は学生新聞の発刊にかかわって編集者として活躍した。
1925年に家族が破産したあと、パルマ大学法学部で勉学を続けることはできなかった。さまざまな単純労働をした後、地元の新聞『ガゼッタ・ディ・パルマ』に寄稿を始めた。

## キャリア
1929年に風刺誌『コリエーレ・エミリアーノ』の編集者となり、さらに1936年から1943年まで『ベルトルト』という似たような雑誌の編集長となった。1943年、軍に徴兵されたことから結果的にファシスト当局との衝突を回避できたという説がある。グァレスキは砲兵士官に就いた。イタリアは1943年に連合軍と休戦協定に調印、グァレスキはイタリア軍被抑留者としてドイツ軍に捕縛され、他のイタリア人兵士とともに2年近くドイツ占領下ポーランドのザントボステル近郊の収容所シュタラークX-Bに収容された。彼は後年にこの出来事についてまとめた『Diario Clandestino』（マイ・シークレット・ダイアリー）を著わした。

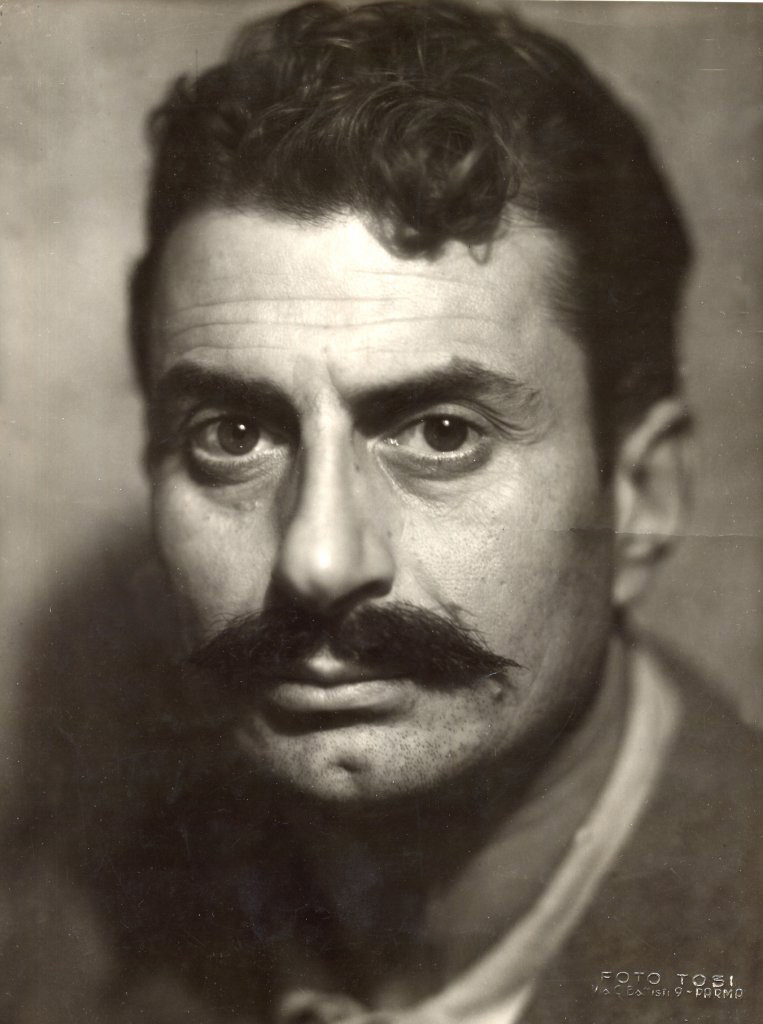

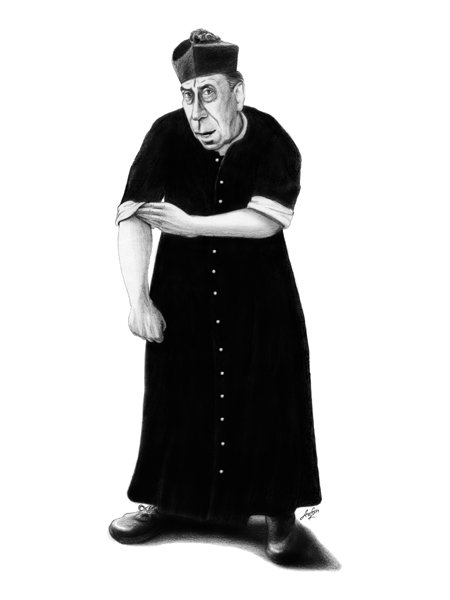
ドン・カミロ

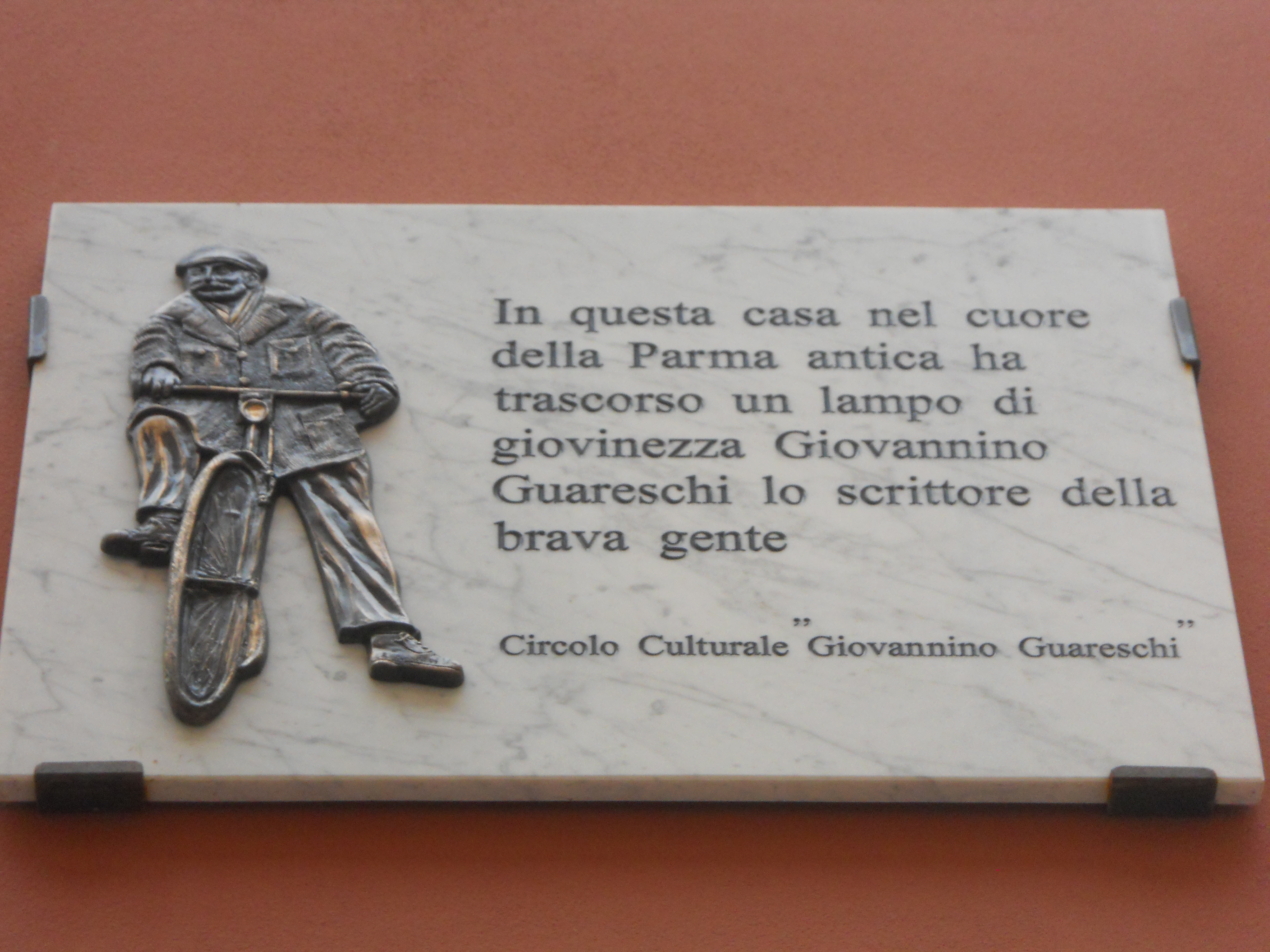

戦後、グァレスキはイタリアに戻り、1945年に君主主義の週刊風刺誌『カンディード』を発刊した。イタリア共和国の誕生後、彼はキリスト教民主主義を支援し始めた。彼は雑誌で共産主義者を批判し、風刺した。
共産主義者を3つの鼻孔を持つ男として描き、彼が生み出したスローガン「投票所の中においても神はあなたを見ることができるが、スターリンにはできない」は人気を博したという。1948年に行われたイタリアの総選挙では共産主義者が惨敗を喫したが、グァレスキはペンを走らせる手を止めずにキリスト教民主主義も同様に批判した。『カンディード』は1950年にカルロ・マンゾーニが描いた共和国大統領ルイージ・エイナウディを茶化した風刺画を出版した。風刺画は大統領がクイリナーレ宮殿の中で大統領の胸甲騎兵の代わりに巨大なネッビオーロ・ワインのボトルに囲まれている内容である。エイナウディは実際にドリアーニで所有する土地でワインを生産している。それぞれのボトルには文字が書かれたロゴが貼られていた。この風刺画は大統領侮辱罪で当時の裁判所によって審理された。この雑誌の編集長としてグァレスキは責任を負い、刑を宣告された。
1954年にグァレスキは元首相のアルチーデ・デ・ガスペリがドイツのコラボレータの士気をくじくため連合国にローマ郊外を爆撃するよう要請したという複写された戦時中の2通の手紙を公表したあと名誉毀損罪で告発された。裁判所は手紙の適法性について確定できなかったが、2ヶ月間の公判後にデ・ガスペリが有利になった。グァレスキは判決の上訴を諦め、パルマのサン・フランチェスコ刑務所で409日間投獄され、それから自宅で6ヶ月間の保護観察を受けた。
彼の最も有名な風刺漫画作は雑誌に短編連載されていたものであり、ポー川流域の集落「小さな世界」において信念の固いイタリアの司祭ドン・カミロと共産主義者の村長ペッポーネのライバル関係について描いている。この物語は何度も映画、テレビ、ラジオ番組で制作された。最も有名なのはフェルナンデルが主人公ドン・カミロを演じる映画シリーズである。
グァレスキは1956年に健康状態が悪化し、健康上の理由からスイスで時を過ごし始めた。1957年に『カンディード』の編集者ポストから引退したが、依然として寄稿者であった。1968年にチェルヴィアで心臓発作によって死去。

## 伊語著作の一部
- La scoperta di Milano (1941)
- Il destino si chiama Clotilde (1943)
- Il marito in collegio (1944)
- Favola di natale (1945)
- Diario Clandestino 1943-1945 (1946)
- Italia Provvisoria (1947)
- Lo zibaldino (1948)
- Corrierino delle famiglie (1954)
- Vita in famiglia (1968)

## 英訳
- The Little World of Don Camillo (1950)
- Don Camillo and his Flock (in USA); Don Camillo and the Prodigal Son (in UK) (1952)
- The House That Nino Built (1953)
- Don Camillo's Dilemma (1954)
- Don Camillo Takes the Devil by the Tail (in USA); Don Camillo and the Devil (in UK)  (1957)
- My Secret Diary (1958)
- Comrade Don Camillo (1964)
- My Home, Sweet Home (1966)
- A Husband in a Boarding School (1967)
- Duncan & Clotilda: An Extravaganza with a Long Digression (1968)
- Don Camillo Meets the Flower Children (in USA); Don Camillo Meets Hell's Angels (in UK) (1969)
- The Family Guareschi: Chronicles of the Past and Present (1970)

## 邦訳
- 陽気なドン・カミロ 岡田真吉訳 文芸春秋新社 1953
- ドン・カミロ頑張る 岡田真吉訳 文芸春秋新社 1954
- ドン・カミロ大いに困る  清水三郎治訳 文芸春秋新社  1955
- ドン・カミロの小さな世界　世界ユーモア文学全集 第7巻 岡田真吉訳 筑摩書房 1961
- ドン・カミロ キリスト教文学の世界17 古賀弘人訳 主婦の友社 1980

## 映画
- La rabbia, 1963, ピエル・パオロ・パゾリーニと共同監督作

### 映画『ドン・カミロ』シリーズ
- 陽気なドン・カミロ Don Camillo (1952)
- ドン・カミロ頑張る Il ritorno di Don Camillo (1953)
- Don Camillo e l'onorevole Peppone (1956)
- Don Camillo Monsignore... ma non troppo! (1961)
- Il compagno Don Camillo (1965)
- Don Camillo, テレンス・ヒルのリメイク版 (1983)